# Paul Friedrich (Geologe)
Alexander Paul Friedrich (* 4. Juni 1856 in Kreypau; † 21. Februar 1918 in Lübeck) war ein deutscher Geologe und Gymnasiallehrer.

## Leben
Paul Friedrich war ein Sohn des Mühlenbesitzers Carl Wilhelm Friedrich und dessen Ehefrau Friederike Henriette, geborene Hoffmann aus Gröbers. Er lernte an einer Grund- und Realschule in Halle an der Saale und von 1868 bis 1875 an einem Realgymnasium in Eisenach. 1875 begann er ein Studium der Mathematik und Naturwissenschaften in Halle. Er promovierte sich 1878 bei Karl von Fritsch zum Dr. phil. In seiner Dissertation beschrieb er „Das Rothliegende und die basischen Eruptivgesteine der Umgebung des Großen Inselbergs“. 1879 legte er das Staatsexamen ab und erhielt eine Lehrberechtigung für Chemie, beschreibende Naturwissenschaften und Geographie. Er durfte alle Klassen unterrichten, in Mathematik jedoch nicht über die Quarta hinaus.
Friedrich arbeitete danach ein Jahr als Assistent am mineralogischen Institut der Universität Halle. 1879 ging er als Assistent zur Preußischen Geologischen Landesanstalt in Berlin und erhielt eine Stelle in der paläobotanischen Sammlung. Während dieser Zeit beschäftigte er sich umfassend paläobotanisch mit der Tertiärflora der Provinz Sachsen. Seine dabei gewonnenen Erkenntnisse publizierte er später in Lübeck. Ab Anfang 1880 durchlief er ein Probejahr an der Friedrich-Werderschen Gewerbeschule, an der er als Hilfslehrer in mehreren naturwissenschaftlichen Fächern lehrte. Von Ostern 1882 bis 1917 wirkte er als Lehrer am Katharineum zu Lübeck, bis 1900 als Oberlehrer, anschließend als Gymnasialprofessor.
Friedrich war Mitglied in dem zur Gesellschaft zur Beförderung gemeinnütziger Tätigkeit gehörenden Verein Geographische Gesellschaft zu Lübeck. Von 1899 bis 1911 war er Mitglied des lübeckischen Medizinal-Kollegiums und gehörte gleichfalls seit 1899 der Behörde der Lübecker Seefahrtsschule an. Der Naturwissenschaftliche Verein in Hamburg ernannte ihn 1909 zu seinem Korrespondierenden Mitglied.
Im Norden und Süden des damaligen Lübeckischen Gebietes liegen Endmoränen von dem Dorf Tramm bis an die Südmoräne und von Ivendorf an den nördlichsten Rand der Nordmoräne. Die Moränen sind im Durchschnitt etwa 35 km voneinander entfernt. Den Nordrand der nördlichen Hauptendmoräne bilden Teschow, Ivendorf, Offendorf, Ratekau und Pansdorf. Ihre mittlere Staffel führt Insonderheit des 1911 von Friedrich als solche entdeckte zwischen 5 und 6 km langen sechsfach durchbrochenen Lübecker Os nach Siems, Pöppendorf nach Waldhusen.
Aufgrund gesundheitlicher Probleme ging er 1917 nach über 35-jähriger Tätigkeit in den Ruhestand. Er starb 1918 nach einer längeren Lungenkrankheit.
Zu Festakt ihres 40-jährigen Bestehens am 3. Februar 1922 gedachte die Geographische Gesellschaft zu Lübeck ihrer zwei in den vorhergehenden zehn Jahren verstorbenen Mitglieder.
Friedrich war verheiratet mit Luise Anna Amalie Reus (* 26. Juni 1860 in Weimar; † 21. Februar 1938 in Lübeck), mit der er einen Sohn hatte.

## Wissenschaftliche Arbeiten
Friedrich interessierte sich seit dem Naturkundeunterricht bei Ferdinand Senft in Eisenach für die Naturwissenschaften. Während des Studiums in Halle intensivierte er seine Forschungen und nahm insbesondere an geologischen Exkursionen und Vorlesungen teil. Über die Geologie kam er zum Geographiestudium und besuchte bei geographischen Übungen abwechselnd Schul- und wissenschaftliche Vorträge. Diese bildeten größtenteils die Grundlage für seine spätere Arbeit als Lehrer. Sein Unterricht in Geographie und Naturgeschichte basierte auf den „geografischen Prinzipien“ von Alfred Kirchhoff und Karl Theodor Liebe. Während des Unterrichts gab er seinen Schülern oft die Möglichkeit, an seinen botanischen und geologischen Geländeaufnahmen mitzuwirken und sie für die Naturwissenschaften zu begeistern.
Nachdem Friedrich seine in Halle begonnenen paläobotanischen Arbeiten der Tertiärflore Sachsen abgeschlossen hatte, erfasste er von 1889 bis 1900 umfassend die Stadtflora Lübecks. Im Schulprogramm 1895 beschrieb er die Flora der Umgebung von Lübeck. Seine bedeutendsten Arbeiten behandelten die Geologie der Region. Nachrufe nennen 47 wissenschaftliche Publikationen, davon 34 über die Geologie. Es handelte sich zumeist um hydrogeologische Themen, danach über Bodenschätze, zu Aspekten der Ingenieurs-, Allgemein- und Quartärgeologie und Stratigraphie. Außerdem kartierte er.
Friedrich schrieb eine Monografie über den Untergrund von Oldesloe und die Historie der dort ehemals vorhandenen Saline, die 1900 in den Druck ging 1902. Zum Deutschen Geographentag, der 1909 in Lübeck stattfand, legte er die Schrift „Der geologische Aufbau der Stadt Lübeck und ihrer Umgebung“ vor, in der er seine während knapp dreißig Jahren zusammengetragenen Untersuchungsergebnisse zusammenfasste. Besonders wichtig war dabei eine beigelegte geologische Karte des Stadtgebietes mit Tonschichten und Torf und Moor in der Traveniederung. Insbesondere über die Gliederung der Staubeckenablagerungen rund um Lübeck brach ein heftiger Streit mit Curt Gagel aus. Die 1915 veröffentlichte Geologische Karte im Maßstab 1:25.000 trägt die Namen Cagels und Friedrichs, wobei der Anteil des Letztgenannten besonders hervorgehoben wurde.
Aus dem Jahr 1916 stammt Friedrichs Untersuchung über „Die Beziehung unseres tieferen, artesischen Grundwassers zur Ostsee“. Er stellte darin präzise Messergebnisse von gespannten bis artesischen Grundwasserständen ausgewählter Lübecker Brunnen vor und konnte beweisen, dass eine hydraulische Verbindung mit der Ostsee besteht. Im Folgejahr erschien seine bedeutendste Schrift über „Die Grundwasserverhältnisse der Stadt Lübeck und ihrer Umgebung“. Die Korrektur beendete er kurz vor Lebensende.
Aufgrund zahlreicher Bau- und Bohrvorgänge arbeitete Friedrich als wissenschaftlicher Fachgeologe. Er erstellte seine Studien bei Erdaufschlüssen im Kanalbau, der Travevertiefung, dem Umbau des Lübecker Bahnhofs, beim Bau neuer Industrieanlagen und zahlreichen Bauvorhaben in Lübeck. Seine wichtigsten Texte waren den „Mitteilungen der Geographischen Gesellschaft und des Naturhistorischen Museums in Lübeck“ zu entnehmen. In diesem Blatt erschienen auch seine Literaturlisten über die Lübecker Landeskunde. Für den Zeitraum bis 1900 gelten sie heute nach als wichtiges bibliographisches Werkzeug.

## Ehrungen
- aus Anlass ihres 25-jährigen Bestehens ernannte ihn die Geographische Gesellschaft zu Lübeck zu ihrem Ehrenmitglied[13]
- am Brodtener Ufer steht/stand ein Findlingsblock mit der Inschrift: „Dem Lübecker Geologen Paul Friedrich“[5]